# White Deer (Teksas)
White Deer – miasto w Stanach Zjednoczonych, w stanie Teksas, w hrabstwie Carson.